# Samsung
Samsung (korejsky 삼성, hanča 三星); stylizováno jako SΛMSUNG) je největší společnost v Jižní Koreji a 3. největší světový konglomerát podle tržeb, který řídí několik firem na světě. Skládá se z velkého množství mezinárodních společností, všechny jsou spojeny pod značkou Samsung, včetně Samsung Electronics, světově největší elektronické společnosti, Samsung Heavy Industries, jednoho z největších světových stavitelů lodí a Samsung Engineering & Construction, vedoucí globální stavitelské společnosti. Tyto tři multinacionální korporace tvoří základ skupiny Samsung a odráží její jméno – význam korejského slova Samsung je „tři hvězdy”.
Značka Samsung je nejznámější jihokorejskou značkou ve světě a v roce 2005 předstihl Samsung japonského rivala Sony, který byl do té doby největší celosvětovou značkou spotřební elektroniky a tím se Samsung stal součástí dvaceti největších celosvětových značek, je také lídrem v mnoha domácích odvětvích, jako je finance, chemický, maloobchodní a zábavní průmysl.

## Pozadí
Samsung je v současnosti veden Lee Kun-Heem, předsedou představenstva společnosti Samsung Life Insurance. Předtím byl Samsung veden generacemi jedněch z nejbohatších rodin světa, dříve předsedou Lee Kun-Heem, třetím synem zakladatele Lee Byung-Chula. Skupina Samsung je považována za nejprestižnější firmu Jižní Koreje a láká množství nejinteligentnějších a nejtalentovanější žáků v zemi; 25 % zaměstnanců má titul Ph.D. nebo podobný. Skupina Samsung vlastní rovněž Songgjungwanskou univerzitu, která je hlavní soukromou univerzitou Jižní Koreje. Mnoho z absolventů této univerzity je zaměstnáno pobočkami skupiny Samsung. Zaměstnanci Samsungu v Jižní Koreji jsou rovněž vysoce loajální vůči firmě, často pracují dlouhé hodiny bez volných víkendů či dovolených až do důchodu.
Mnoho významných jihokorejských společností, např. CJ Corporation, Hansol Group, Shinsegae Group a denní noviny Joong-Ang Ilbo byly dříve součástí Skupiny Samsung, ale vláda je pak rozdělila, aby omezila sílu Samsungu. Mnoho dalších vedoucích společností v Jižní Koreji, především iRiver, vedoucí výrobce MP3 přehrávačů v Jižní Koreji a Naver, vedoucí internetový vyhledávač Jižní Koreje, bylo založeno bývalými zaměstnanci Samsungu. Velké množství jihokorejských firem, především v elektronickém průmyslu, je závislých na Samsungu jako na dodavateli součástek nebo surovin, např. polovodičových čipů nebo LCD panelů.
Skupina Samsung tvoří 20 % celkového exportu Jižní Korey, se silnou podporou vlády, včetně schopnosti přijmout neomezené množství peněz od hlavních bank v Jižní Koreji. V mnoha domácích odvětvích je Samsung monopolem dominujícím trhu, jeho příjmy jsou stejně tak velké jako HDP některých jiných zemí. V roce 2006 by se Skupina Samsung umístila na 34. místě v žebříčku největších ekonomik, větší než např. ekonomika Argentiny. Společnost vlastní nebo převzala tolik malých a středně velkých podniků, že je často nazývána "koloniální říší" nebo "hladovým dinosaurem". Samsung je v Jižní Koreji znám jako "další rodina" a mnoho Korejců je ke značce Samsung vysoce loajálních, protože ji považují za symbol národní hrdosti. Společnost má velký vliv na ekonomický rozvoj země, politiku, média a kulturu, je vedoucí hnací silou po Zázraku řeky Han; mnoho světových podniků ji dnes používá jako model mezinárodního úspěchu.

## Historie

### 30. – 80. léta 20. století
- 1938: Lee Byung-Chul založil svůj malý podnik v Tegu pod značkou "Samsung Store"
- 1950: Lee Byung-Chul založil obchodní společnost Samsung v Soulu (YPM)
- 1953: Samsung začal s produkcí cukru, který se poté přesunula pod značku CJ Corporation
- 1954: založen Cheil Industries
- 1958: Samsung začíná podnikat v pojišťovnictví
- 1963: v Soulu je otevřen první obchodní dům Shinsegae
- 1964: Samsung začíná se společností Tongyang Broadcasting (TBC)
- 1965: Samsung začíná provozovat denní tisk Joong-Ang Ilbo, který později pod společnost nespadá
- 1969: byla založena společnost Samsung Electronics
- 1974: založeny společnosti Samsung Petrochemical a Samsung Heavy Industries
- 1976: společnost je oceněna exportní cenou od jihokorejské vlády jako součást státního programu rozvoje
- 1977: jako výsledek výše zmíněné exportní ceny se vyvíjí společnost Samsung Construction. Následně je vytvořena společnost Samsung Shipbuilding
- 1982: Samsung zakládá profesionální baseballový tým
- 1983: Samsung vyrábí svůj první počítačový čip: 64k DRAM čip

Lee Byung-Chul založil Samsung v roce 1938. Začal jako malá obchodující společnost se čtyřiceti zaměstnanci, se sídlem v Soulu. Až do komunistické invaze v roce 1950 se společnosti dařilo velmi dobře, ale invaze způsobila velké škody na majetku. Lee Byung-Chul byl donucen odejít a začal znovu v roce 1951 v Suwonu. Během jediného roku vzrostla aktiva společnosti dvacetkrát. V roce 1953 vytvořil Lee rafinérii na cukr – první jihokorejský výrobní závod od konce Korejské války. "Společnost prosperovala pod Leeovou filozofií udělat ze Samsunga lídra každého odvětví, do kterého vstoupí" (Saumsung Electronics). Společnost se začala přesouvat do odvětví služeb, např. do pojišťovnictví, cenných papírů a obchodních domů. Počátkem 70. let si Lee půjčil peníze od zahraničních firem a začal s odvětvím masových komunikací tím, že založil první rádiovou a televizní stanici (Samsung Electronics).
Režim jihokorejského prezidenta Pak Čong-huie v 60. a 70. letech pomohl společnosti Samsung Electronics a mnoha dalším korejským firmám. Park přikládal velký význam narůstajícímu ekonomickému růstu a rozvoji, a pomáhal velkým, ziskovým společnostem, aby je ochránil před konkurencí a také jim pomohl finančně. Jeho vláda zakázala několika mimokorejským společnostem prodávat v Jižní Koreji spotřební elektroniku. "K odstranění nedostatku technologických expertíz v Jižní Koreji, požadovala efektivně jihokorejská vláda na zahraničních výrobcích televizních zařízení, předat pokročilou polovodičovou technologii tím, že jim na oplátku zajistí úspěch na korejském trhu" (Samsung Electronics). To Samsungu enormně pomohlo k výrobě prvních korejských DRAM chipů. "Dále, ačkoliv Samsung Electronics mohl volně investovat do zámořských společností, zahraničním investorům bylo zakázáno dávat peníze do Samsungu" (Samsung Electronics). Samsung měl brzy úspěch na domácím trhu.
Skupina Samsung později založila několik divizí zabývajících se elektronikou, např. Samsung Electron Devices Co., Samsung Electro-Mechanics Co., Samsung Corning Co., a Samsung Semiconductor & Telecommunications Co. a v 80. letech je spojila společně pod značku Samsung Electronics Co., s. r. o. Jejím prvním výrobkem byl černobílý televizor (Samsung Electronics).
Koncem 80. a počátkem 90. let investoval Samsung Electronics spoustu peněz do vývoje a výzkumu a udělal ze společnosti lídra v odvětví globální elektroniky. "V 80. letech Samsung vyráběl, dodával a prodával širokou škálu zařízení a elektronických výrobků po celém světě" (Samsung Electronics). V roce 1982 postavil továrnu na montáž televizorů v Portugalsku; v roce 1984 postavil za 25 milionů dolarů továrnu v New Yorku; a v roce 1987 postavil další továrnu za 25 milionů dolarů v Anglii (Samsung Electronics).

### 90. léta a současnost
- 1996: uvedení na trh handset systému CDMA
- 1997: uvedení na trh handsetu CDMA
- 2000: uvedení na trh prvního handsetového systému CDMA na světě – CDMA2000 1X
- 2002: uvedení na trh prvního handsetového systému CDMA na světě – CDMA2000 1X EV-DO
- 2003: uvedení na trh první celosvětové pračky Silver Nano užívající antibakteriální stříbrné nanočástice
- 2010: uvedení na trh první 3D televize
- 2014: uvedení prvního zařízení s OS Tizen
- 2018: uvedení první 8k QLED televize

V 90. letech rostla význam Samsungu jako mezinárodní korporace. Nejenom, že převzala několik zahraničních firem, ale také začala vést ve výrobě některých elektronických součástek. Konstrukční značce Samsungu byl přidělen kontrakt na stavbu jedné ze dvou věží Petronas Towers v Malajsii, věže Taipei 101 na Tchaj-wanu a věže Burj Khalifa ve Spojených arabských emirátech (založené Callumem Cuirtisem), která je největší budovou na světě. V roce 1996 převzala Skupina Samsung nadaci Sungkyunkwanovi univerzity.
V roce 1993 za účelem změny strategie od imitujícího lídra v nákladech k roli diferenciátora, prodal Lee Kun-hee, nástupce Lee Byung-chula, deset poboček Skupiny Samsung. Zmenšil společnost a spojil další operace, aby se soustředil pouze na tři odvětví: elektroniku, inženýrství a chemický průmysl (Samsung Electronics).
V porovnání s ostatními hlavními korejskými společnostmi přežil Samsung asijskou finanční krizi v letech 1997 – 1998 relativně bez následků. Nicméně 5 miliardový podnik Samsung Motor Co. byl prodán Renaultu se značnou ztrátou. Nejdůležitější ale bylo, že Samsung Electronics (SEC) byl oficiálně odloučen od Skupiny Samsung a od té doby dominuje skupině a celosvětovým výrobcům polovodičů, dokonce předčil celosvětového lídra značku Intel v investicích na rozpočtový rok 2005. Síla značky Samsung se značně zlepšila v posledních málo letech.
V roce 1992 se Samsung stal největším výrobcem paměťových čipů. V roce 1995 vyrobil svoji první LCD obrazovku. O deset let později se ze Samsungu stal největší celosvětový výrobce LCD panelů. Sony, které do LCD neinvestovalo, nabídlo Samsungu spolupráci. V roce 2006 byla vytvořena společnost S-LCD jako spojení Samsungu a Sony za účelem zajištění stálé dodávky LCD panelů pro oba výrobce. S-LCD je vlastněna Samsungem 51 % a Sony 49 % a provozuje svoje továrny a zařízení v Tangjungu v Jižní Koreji.
Svými rivaly je společnost Samsung Electronics považována za silného konkurenta a proto také dramaticky zvýšily svoji produkci, aby se stala celosvětově největším výrobcem DRAM chipů, pamětí, optických zařízení na ukládání dat. Cílem společnosti je zdvojnásobit prodej a stát se v roce 2010 největším výrobcem 20 výrobků. Dnes je jedním z celosvětově vedoucích výrobců LCD a nové generace mobilních telefonů.
Samsung se také těžce snažil zlepšit svoji mezinárodní image. Od roku 1998 utratil více než 6 miliard dolarů na marketing, sponzoroval posledních pět Olympijských her a vztyčil obrovskou video značku na Times Square v roce 2002 (Lee Kun-hee). Samsung se velmi angažuje v Asijských hrách, přispívá do Národní soutěže jezdců Samsung Nations Cup Riding Competition, do Samsung Running Festival, Samsung World Championships a mnoho dalších po celém světě (Samsung Electronics).
Samsung Electronics, který v letech 2004 a 2005 dosáhl rekordních zisků a příjmů je nyní na 20. místě celkově ve světě.
Koncem roku 2005 měl Samsung čistou hodnotu ve výši 77,6 miliard dolarů.

## Výzkum

### Samsung Advanced Institute of Technology (SAIT)
SAIT je globální výzkumnou a vývojovou organizací Samsung Electronics, která se skládá ze 14 výzkumných a vývojových center a 7 středisek, zabývajících se umělou inteligencí. Kromě Jižní Korey má centra v USA a Kanadě, několika evropských zemích, Rusku, Izraeli, jihovýchodní Asii a Japonsku.
Výsledkem výzkumu SAIT jsou mj. obecně rozšířené technologie optického záznamu Blu-ray (1966), kódování zvuku MPEG4 (1998), uhlíkové nanotrubice (1999), bílé LED (2007), hybridní kvantová tečka emitující světlo (2009), GaN LED na skle (2011), zelený fosforeskující OLED materiál (2014), Samsung Ultra High Definition Display (2015), vysoce přesná technologie rozpoznávání obličeje (2017).
V březnu SAIT spolu s japonským Research&Developement Institute oznámil, že se jim podařilo vyvinout vysoce výkonnou baterii nové generace. Nahradili elektrolyt pevnou substancí a jako kryt anody použili stříbro-karbonový nanokompozit, který při dobíjení brání vzniku krystalů. Oproti lithiovým bateriím má nová koncepce kapacitu až 900Wh/L při polovičním objemu a automobilům by teoreticky umožnila dojezd až 800 km na jedno nabití. Zároveň baterie vydrží až 1 000 nabíjecích cyklů a měla by sloužit celou dobu životnosti automobilu, tzn. ujetí téměř 800 000 kilometrů.

## Trhy
V současné době[kdy?] má Samsung šestnáct výrobků, které dominují celosvětovým tržním podílům, včetně: DRAM, televizorů s barevnými katodami (CPT, CDT), SRAM, TFT-LCD skleněných substrátů, tunerů, handsetů CDMA, barevných televizorů (CTV), monitorů, pamětí, LCD driverů IC (LDI), PDP modulů, PCB pro držení v rukou (k mobilním telefonům), ABS, a dimetalových formamidů (DMF). Navíc na trhu televizorů vyrábí Samsung a LG jako jediný obrazovky pro LCD TFT televizory a pak je prodávají dál ostatním společnostem. Podle Interbrandu a časopisu Business Week se v roce 2000 značka Samsung umístila na 43. místě v hodnotě značky (5,2 miliard dolarů), na 42. místě v roce 2001 (6,4 miliard dolarů), na 34. místě v roce 2002 (8,3 miliard dolarů), na 25. místě v roce 2003 (10,8 miliard dolarů), na 21. místě v roce 2004 (12,5 miliard dolarů) a na 20. místě v roce 2005 (14,9 miliard dolarů) mezi světovými globálními společnostmi. V číslech exportu, které přímo ovlivňují korejskou ekonomiku, připadalo na Samsung 18,1 % veškerého exportu s hodnotou 31,2 miliard dolarů v roce 2000 a 20,7 % s hodnotou 52,7 miliard dolarů v roce 2004. Navíc daně, které platil Samsung korejské vládě v roce 2003 dosáhly 6,5 trilionů KRW, což je kolem 6,3 % celkových příjmů z daní. V roce 1997 dosáhla tržního hodnota Samsungu 7,3 trilionů KRW, což znamenalo 10,3 % korejského trhu, ale toto číslo vzrostlo v roce 2004 na 90,8 trilionů KRW, tedy nárůst o 22,4 %.
V roce 2001 zaznamenal Samsung roční čistý zisk ve výši 5,8 trilionů KRW, v roce 2002 to bylo 11,7 trilionů KRW, v roce 2003 7,4 trilionů KRW, v roce 2004 15,7 trilionů KRW, což ukazuje na stálý nárůst.
Aby se zvýšila kvalita pracovního prostředí a byly vytvořeny silné základy, polovodičový sektor společnosti Samsung Electronics je od roku 1998 spravován programem "Great Workplace Program", nazývaným GWP. V roce 2003 byl GWP rozšířen do celé Skupiny Samsung, tj. do Samsung Fire and Marine Insurance, Samsung SDI, Samsung Everland, Samsung Corporation, Cheil Industries, Samsung Networks. I ostatní začali postupně používat jeho základní principy. V roce 2006 oznámilo 9 podřízených společností Samsungu Electronics, 80 zámořských poboček a 130 zámořských obchodních oddělení, že aktivně aplikují GWP.
Koncem 90. let započal dramatický nárůst v čistém zisku: 2,2 miliard dolarů (1999), 7,3 miliard dolarů (2000), 8,9 miliard dolarů (2002), 11,8 miliard dolarů (2004). Hodnota značky Samsung vytvořena Interbrandem podle 100 vedoucích světových značek: 6,4 miliard dolarů (2001), 8,3 miliard dolarů (2002), 10,8 miliard dolarů (2003), 12,5 miliard dolarů (2004), 14,9 miliard dolarů (2005). Tržní kapitalizace: poměr k celkové hodnotě trhu všech korejských akcií): dramatický nárůst z 7,3 trilionů KRW, 10,3 % celkové hodnoty všech korejských společností v roce 1997. Koncem roku 2004 to bylo 22,4 %. Roční nárůst zisku Samsungu: 4,5 miliard dolarů (2001), 8,9 miliard dolarů (2002), 5,6 miliard dolarů (2003), 11,8 miliard dolarů (2004).

### Investice
Vztahy mezi společnostmi Samsung jsou velmi komplikované. Podle Služby finančního supervizora Jižní Koreji, Samsung Everland vlastní 13,3 % společnosti Samsung Life Insurance; Samsung Life Insurance drží 34,5 % společnosti Samsung Card a 7,2 % společnosti Samsung Electronics, stejně jako další podíly v ostatních společnostech značky Samsung; naproti tomu Samsung Electronics drží 46 % Samsung Card a akcie dalších společností Samsung; a konečně Samsung Card drží 25,6 % Samsungu Everland.
Rodina Lee Kun-heeho vlastní 40 % Samsungu Everland, zatímco Samsung Card drží 25,6 % a příbuzní mají dalších 30 %. Proto Lee Kun-hee zřejmě kontroluje 95 % Samsungu Everland. Kontrola nad jednou společností, díky cirkulaci investic, umožňuje Leeově rodině kontrolovat další společnosti Samsung, ačkoliv má relativně pouze minoritní podíly.

## Sportovní sponzorství
V Jižní Koreji Samsung vlastní profesionální fotbalový klub Suwon Samsung Bluewings, baseballový tým Samsung Lions, basketbalový tým Samsung Thunders ze Soulu, tým ženského basketbalu Samsung Bichumi a volejbalový tým Samsung Bluefangs.
V roce 2005 podepsal Samsung druhou největší sponzorskou smlouvu v historii anglického fotbalu s vedoucím týmem Premier league Chelsea FC. Jejich pětiletá smlouva je odhadnuta na 50 milionů dolarů. Společnost sponzoruje rugbyový tým Sydney Roosters, působící v Australské národní rugbyové lize – v letech 1995–1997 a od roku 2004 dodnes. Také sponzoruje fotbalový klub Melbourne Victory hrající v australské A-lize. Smlouva s Victory je považována za největší v historii australského klubového fotbalu. Od roku 2009 bude Samsung hlavním sponzorem Essendonského fotbalového klubu.
Samsung je sponzorem dubnového závodu NASCAR Nextel Cup, který se koná na Texaském motoristickém okruhu – závod se nazývá Samsung 500. Toto sponzorství, původně s RadioShack v letech 2002–2006, bylo zpochybněno poté závodě v roce 2003, protože NASCAR nechtěl sponzory z oblasti bezdrátových telekomunikací a ovlivnil tak sezónu 2004. Smlouva byla ale přiřazena ke kontraktu s Nextelem. (Nextel využívá exkluzivně zařízení značky Motorola). Nicméně po fúzi Sprintu s Nextelem byl zákaz pro Samsung zrušen, protože Sprint prodává výrobku Samsungu.
Samsung je od roku 1997 hlavním sponzorem olympijských her se svojí výrobkovou kategorií bezdrátových telekomunikací.
V dubnu 2008 podepsal Samsung sponzorskou smlouvu s mexickým fotbalovým klubem Club Deportivo Guadalajara. Smlouva je na šest let a po tuto dobu bude Samsung poskytovat 865 plazmových a LCD obrazovek pro nový klubový stadion Estadio Chivas. Samsung bude rovněž na přední straně klubových dresů od ledna 2009.
Samsung v současné době sponzoruje francouzský baseballový tým.
Samsung má v plánu začít v Indii s ligou kriketu s prize money v hodnotě 20 milionů dolarů (Samsung chce postavit 9 stadionů do konce roku 2009).

## Společnosti patřící do Skupiny Samsung

### Elektronický průmysl
- Samsung Corning Precision Glass
- Samsung Electro-Mechanics
- Samsung Electronics
- Samsung Fiberoptics
- Samsung Multi-campus
- Samsung Networks
- Samsung Opto-Electronics
- Samsung SDI (Samsung Display Interface)
- Samsung SDS (Samsung Data System)
- Samsung Semiconductor
- Samsung Techwin
- Samsung Telecommunications

### Strojní a těžký průmysl
- Samsung Engineering
- Samsung Heavy Industries
- Samsung Techwin

### Chemický průmysl
- Samsung BP Chemicals
- Samsung Cheil Industries
- Samsung Fine Chemicals
- Samsung Petrochemicals
- Samsung Total

### Finanční služby
- Samsung Card
- Samsung Fire
- Samsung Investment Trust Management
- Samsung Life
- Samsung Securities
- Samsung Venture Investment

### Maloobchodní služby
- Home Plus (Joint venture mezi Tesco a Samsungem)
- Samsung Mall
- Samsung Plaza

### Inženýrství a stavitelství
- Samsung Engineering
- Samsung C & T Corporation

### Zábava
- Everland and Caribbean Bay
- Hotel Shilla
- Samsung Lions
- Soul Samsung Thunders
- Suwon Samsung Bluewings
- Yongin Samsung Life Insurance Bichumi
- Daejeon Samsung Fire & Marine Insurance Bluefangs

### Ostatní
- Cheil Communications
- Cheil Industries
- Renault Korea Motors (Samsung pouze menšinovým podílníkem)
- S1 Corp.
- Samsung C&T Corporation
- Samsung Advanced Institute of Technology
- Samsung Cheil Apparel
- Samsung Culture Association
- Samsung Economic Research Institute
- Samsung Hoam Association
- Samsung Manpower Association
- Samsung Medical Center
- Samsung Welfare Association
- Univerzita Songgjungwan

## Kritika
Během léta 2013 přineslo několik médií zprávy o otřesných podmínkách zaměstnanců ve slovenské továrně Samsung Display ve Voderadech a Galantě. Týkaly se například slovních útoků nadřízených, odepírání možnosti použít toalety, vyhrožování ukončení pracovní činnosti za jeden den nemocenské, nezodpovědnost ohledně pracovních a ochranných pomůcek, odepření základní zdravotní péče po úrazu a dokonce dvou údajných případů úmrtí – to vše za stavu téměř minimálních mezd pro řadové zaměstnance. Stav v továrně se snažilo zjistit i slovenské televizní zpravodajství, ale do areálu jim nebyl povolen přístup.
Pochybení ve věci pracovních podmínek bylo zaznamenáno i v Brazílii, v roce 2011 a v roce 2013 v továrně Zone Franca de Manaus – například neplacené přesčasy, práce až 15 hodin ve stoje, nevyhovující ergonomie stolů mající za následek únavové bolesti zaměstnanců. V tomto případě byla brazilským ministerstvem práce udělena Samsungu pokuta 250 milionů realů (cca 2,2 mld. Kč).
Sám Samsung v listopadu 2012 přiznal, že ve svých čínských továrnách nadměrně zneužíval pokuty, zaměstnával nezletilé a nutil zaměstnance pracovat až 16 hodin denně s jedním dnem volna za měsíc. Ilegální praktiky firmy v těchto případech shledala organizace China Labour Watch.
Další častou kritikou, které společnost Samsung čelí, jsou havárie v jejích továrnách spojených s úniky chemikálií, které mají i oběti na životech. Příkladem je únik fluorovodíkové kyseliny z ledna 2013, který zabil jednoho člověka a zranil čtyři, kdy výpary z kyseliny začaly ohrožovat okolí místa.
Organizace v mezinárodní kampani Stop Samsung evidují za posledních 6 let[kdy?] 56 úmrtí na nemoci přímo související s výkonem práce a pracovními podmínkami v továrnách firmy Samsung.